# Camponotus reevei
Camponotus reevei é uma espécie de inseto do gênero Camponotus, pertencente à família Formicidae.